# Дополнительный проток поджелудочной железы

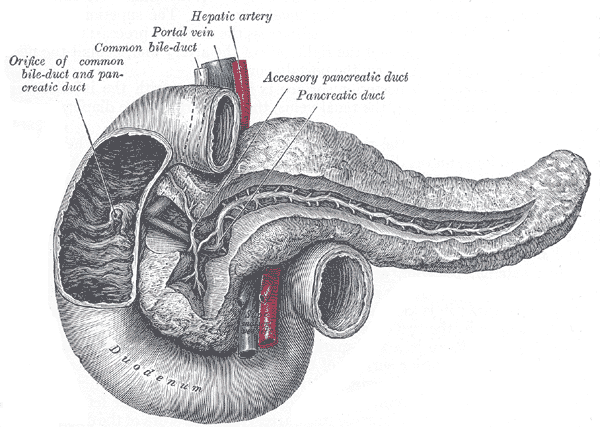
На рисунке из Анатомии Грея изображёны: поджелудочная железа, двенадцатиперстная кишка (Duodenum), главный проток поджелудочной железы (Pancreatic duct), дополнительный проток поджелудочной железы (Accessory pancreatic duct)

Дополни́тельный прото́к поджелу́дочной железы́ (синонимы: сантори́ниев прото́к, дополни́тельный панкреати́ческий проток; лат. ductus pancreaticus accessorius) — анатомически вариабельный (имеющийся далеко не у всех людей) проток поджелудочной железы.
Дополнительный проток поджелудочной железы начинается от головки поджелудочной железы и открывается в двенадцатиперстную кишку через малый дуоденальный сосочек.
На выходе санториниева протока в двенадцатиперстную кишку расположен сфинктер Хелли — круговая мышца, выполняющая функцию клапана, пропускающего сок поджелудочной железы в двенадцатиперстную кишку, но не допускающего попадание содержимого двенадцатиперстной кишки в санториниев проток.

## Анатомическая вариабельность
В 60 % случаев дополнительный проток сливается с главным протоком поджелудочной железы в области головки поджелудочной железы. В 20—25 % случаев протоки впадают в двенадцатиперстную кишку раздельно. В 10 % случаев происходит атрофия терминального отдела главного протока и весь сок поджелудочной железы поступает в двенадцатиперстную кишку через дополнительный проток (такой вариант относят к аномалиям развития).
Отсутствие слияния дополнительного протока с главным протоком поджелудочной железы встречается приблизительно у 5 % людей. Закупорка ампулы дополнительного протока может приводить к рецидивирующим эпизодам острого панкреатита.

## Наблюдаемость при эндоскопическом обследовании
При эндоскопическом исследовании двенадцатиперстной кишки устье санториниевого протока или выглядит в виде точечного отверстия, или вообще не определяется. Поступление панкреатического сока из него чаще всего не видно.

## Этимология
- Назван в честь итальянского анатома Джованни Доменика Санторини (итал. Giovanni-Dominico Santorini, 1681—1737).[5]